# Джиммі Маккей
Джеймс Біррелл Маккей (англ. James Birrell Mackay; нар. 19 грудня 1943, Шотландія — пом. 11 грудня 1998) — австралійський футболіст шотландського походження, півзахисник.

## Клубна кар'єра
Футбольну кар'єру розпочав на початку 60-х років у клубі «Боннірігг Роуз Атлетік». У 1964 році перейшов до «Ейрдріоніанса». У 1965 році виїхав до Австралії, де підписав контракт з «Мельбурн Кроатія». У клубі з Мельбурна виступав до 1972 року, у складі якого виграв Прем'єр-лізі штату Вікторії, а в 1971 році — в Кубку штату Вікторії. У 1973—1974 роках виступав у клубу «Хакоах Істерн Субарбс», а в 1975—1977 роках — у «Саут Мельбурн». У складі клубу «Саут Мельбурн» виграв Прем'єр-лігу штату Вікторії 1976 року. Футбольну кар'єру завершив 1979 року в клубі «Шеппартон Юнайтед».

## Кар'єра в збірній
У футболці національної збірної Австралії дебютував 10 листопада 1979 року в переможному (1:0) поєдинку проти Ізраїлю в Тель-Авіві. У 1973 році Австралія вперше виборола путівку на чемпіонат світу (1974 року). На турнірі в ФРН Джиммі зіграв у всих трьох матчах австралійців на груповому етапі (з НДР 0:2, ФРН 0:3 та з Чилі 0:0). Матч з Чилі став останніи для Маккея за національну команду. Загалом у період з 1970 по 1975 рік зіграв 52 матчі, в яких відзначився 5 голами.
Помер 1998 року від серцевого нападу.